# 久米舞
久米舞（くめまい）は、皇室にゆかりのある宮中の儀式用の国風歌舞（）の一つ。現存する日本最古の歌舞とされる。古代に久米氏の氏人が舞った古典舞踊で、雅楽寮で教習され、舞手は4人。久米氏滅亡後は大伴氏、佐伯氏に継承された。

## 概要
大嘗祭など宮中の儀式の際に行われた楽舞。宮内庁式部職楽部で、巻纓（）の冠、老懸（）、紅袍（）に金剣を身につけた4人の舞人が剣を抜き、敵を斬る振りなどをしつつ、敵（土蜘蛛）を斬る所作などを行いながら演じられる。篳篥（）、和琴（）、竜笛により演奏され、以下の4楽章からなる。
1. 参入音声（）
2. 揚拍子（）
3. 伊麻波予（）
4. 退出 音声（）

ほかにもさらに短い前奏、間奏が入り、2．と3．の前の和琴の間奏部で舞が舞われる。
歌方は6人または8人で、音頭（歌の主唱者）は笏拍子を持つ。さらに立楽（）といって、起立したまま演奏するため、歌方のうち2人が和琴を持つことになっている。

## 歴史
久米舞の起源は、早い段階から大和王権に服属した古代の久米一族の風俗歌舞にあるといわれており、大王への服従の誓約として行われたものである。
『記紀』には神武天皇の東征の際に、兄猾（）・八十梟帥（やそたける）・兄磯城（えしき）・長髄彦（ながすねひこ）を征討したとき、従者の久米部が歌った勇猛な 久米歌のことが語られている。久米舞は、これに舞をつけたもので、古代天皇家の征服･統一を象徴する勇壮な舞である。久米部は久米集団が大伴連（）一族の下で形成した戦闘集団である。
雅楽寮が設置されると、久米舞もここで教習され、宮廷の式楽として様式化されていった。『令集解』によると、大伴氏が琴を弾き、佐伯氏が刀を持って舞ったという。飛鳥時代・奈良時代には笛と和琴の伴奏と舞がつけられ、宮中の儀式で用いられるようになった。東大寺大仏開眼供養では20人の舞人によって演じられ、宮中では大嘗会など重要な儀式にあたって吉志舞とともに奏された、という。
平安時代以降は、大嘗祭の豊明節会（）に慣例的に行われるようになったが、応仁の乱により室町時代に一時断絶した。ところが、尾張国一宮である真清田神社の社家、三之権林家にあった烏帽子箱の中から久米舞の譜面が発見され、文政元年（1818年）の仁孝天皇即位の大礼の際に再興された。第二次世界大戦まで大嘗祭や 紀元節の際などに舞われた。
戦後は橿原神宮などで演じられたほか、平成及び令和の即位の礼では、大饗の儀に続いて、五節舞とともに列席者へ披露された。また、2018年3月には宮内庁式部職楽部により国立劇場で一般公演された。